# Gran Premi de la indústria i l'artesanat de Larciano 2023
El Gran Premi de la Indústria i l'Artesanat de Larciano 2023 va ser la 45a edició del Gran Premi de la Indústria i l'Artesanat de Larciano, una cursa ciclista d'un dia que es disputà el 26 de març 2023 sobre un recorregut de 199,8 quilòmetres. La cursa formava part del calendari de l'UCI ProSeries 2023 amb una categoria 1.Pro.
El vencedor fou l'irlandès Ben Healy  (EF Education-EasyPost), que s'imposà en solitari en l'arribada a Larciano. Amanuel Gebrezgabihier (Trek-Segafredo) i Mark Stewart (Bolton Equities Black Spoke Pro Cycling), segon i tercer respectivament, completaren el podi.

## Equips
L'organització convidà a 21 equips a prendre part en aquesta cursa.
| WorldTeams (4)- Astana Qazaqstan Team - EF Education-EasyPost - Trek-Segafredo - UAE Team Emirates ProTeams (7)- Bingoal WB - Bolton Equities Black Spoke Pro Cycling - Eolo-Kometa - Green Project-Bardiani CSF-Faizanè - Q36.5 Pro Cycling Team - Team Corratec - Team Novo Nordisk Equips continentals (7)- Beltrami TSA-Tre Colli - Biesse-Carrera - Colpack Ballan - General Store-Essegibi-F.lli Curia - MG.K Vis Colors For Peace - Team Technipes #inEmiliaRomagna - Work Service-Vitalcare-Dynatek |
| |

## Classificació final
| \| Classificació general \| Classificació general \| Classificació general \| Classificació general \| Classificació general \| \| Corredor \| Corredor \| Equip \| Temps \| \| \| --------------------- \| ---------------------- \| --------------------------------------- \| --------------------- \| --------------------- \| \| 1r \| Ben Healy \| EF Education-EasyPost \| 4h 33' 09" \| \| \| 2n \| Amanuel Gebrezgabihier \| Trek-Segafredo \| + 27" \| \| \| 3r \| Mark Stewart \| Bolton Equities Black Spoke Pro Cycling \| + 47" \| \| \| 4t \| Natnael Tesfatsion \| Trek-Segafredo \| + 47" \| \| \| 5è \| Diego Ulissi \| UAE Team Emirates \| + 47" \| \| \| 6è \| Felix Großschartner \| UAE Team Emirates \| + 47" \| \| \| 7è \| Marco Tizza \| Bingoal WB \| + 47" \| \| \| 8è \| Tony Gallopin \| Trek-Segafredo \| + 47" \| \| \| 9è \| Cristian Scaroni \| Astana Qazaqstan Team \| + 47" \| \| \| 10è \| Georg Steinhauser \| EF Education-EasyPost \| + 47" \| \| |                        |                                         |            |
| |                        |                                         |            |
| Font: ProCyclingStats |                        |                                         |            |
| Classificació general |                        |                                         |            |
| Corredor | Corredor               | Equip                                   | Temps      |
| 1r | Ben Healy              | EF Education-EasyPost                   | 4h 33' 09" |
| 2n | Amanuel Gebrezgabihier | Trek-Segafredo                          | + 27"      |
| 3r | Mark Stewart           | Bolton Equities Black Spoke Pro Cycling | + 47"      |
| 4t | Natnael Tesfatsion     | Trek-Segafredo                          | + 47"      |
| 5è | Diego Ulissi           | UAE Team Emirates                       | + 47"      |
| 6è | Felix Großschartner    | UAE Team Emirates                       | + 47"      |
| 7è | Marco Tizza            | Bingoal WB                              | + 47"      |
| 8è | Tony Gallopin          | Trek-Segafredo                          | + 47"      |
| 9è | Cristian Scaroni       | Astana Qazaqstan Team                   | + 47"      |
| 10è | Georg Steinhauser      | EF Education-EasyPost                   | + 47"      |